# اليونانية لصناعات الطيران
اليونانية لصناعات الطيران (HAI) (اليونانية: Ελληνική Αεροπορική Βιομηχανία - ΕΑΒ) هي شركة الطيران الرائدة في اليونان. يقع المقر الرئيسي للشركة في تاناغرا ، على بعد 65 كيلومترًا شمال غرب أثينا ، ويغطي المجمع الصناعي مساحة 200 ألف متر مربع.
قامت الشركة على مر السنين بأعمال تعاقد من الباطن واسعة النطاق مع كبرى شركات الطيران الدولية مثل بوينج ، وإيرباص ، وألينيا ، و لوكهيد مارتن ، و رايثيون ، و إي ايه دي اس ، وغيرها. كما أنجزت الشركة تطورات أصلية في هياكل الطيران بدون طيار ، والإلكترونيات العسكرية ، ومعدات الاتصالات ، ومعدات الرؤية الليلية ، ومولدات الرياح ، وتكنولوجيا المواد المركبة.
تشمل التصميمات الأصلية عددًا من المركبات الجوية غير المأهولة ، وطائرات بيجاسوس و بيجاسوس II بدون طيار ، التي تم إطلاقها لأول مرة في عام 1982 وما زالت في الخدمة مع سلاح الجو اليوناني.
يتم تنظيم القدرة الصناعية من قبل مراكز الإنتاج الموجهة لتقديم خدمات ومنتجات عالية التقنية في مجموعة واسعة من الأنشطة ، والتي تشمل:
- صيانة الطائرات والمحركات العسكرية والإصلاح والفحص والتعديل والتحديث والدعم اللوجستي
- تطوير وتصميم وتصنيع ودعم ما بعد البيع للمنتجات الإلكترونية والبصرية والاتصالات السلكية واللاسلكية وأنظمة وتطبيقات الأقمار الصناعية والتطوير المشترك والإنتاج المشترك لأنظمة الأسلحة.
- تصنيع وتجميع هياكل الطائرات
- إصلاح ومعايرة أجهزة ومعدات القياس الدقيق

تم اعتماد نظام الجودة في الشركة من قبل BVQI و ISO 9001: 2000 و ISO 9001: 1994 و TickIT Guide و EN / AS 9100. تطبق الشركة إدارة الجودة الشاملة ومنهجية سكس سيجما(6σ). بالإضافة إلى ذلك ، تم فحص HAI والتحقق منها وقبولها من قبل كل مصنع رئيسي تقريبًا في قطاع الصناعات الفضائية.
تم اعتماد HAI واعتمادها من قبل هيئة الطيران المدني اليونانية (HCAA) كمركز إصلاح لتقديم خدمات لمكونات ومحركات الطائرات المدنية وفقًا لمتطلبات JAR-145 ومن قبل الشركات المصنعة للمحركات الكبرى لإصلاح المحركات وفحصها ، مثل T53 من هانيويل ايروسبيس ، T56 / 501D بواسطة رولز رويس و أتار K-50 بواسطة سنيكما.
علاوة على ذلك ، تم اعتمادها واعتمادها كمركز صيانة للطائرة C-130 من قبل شركة لوكهيد للطائرات، وطائرة كينج أير من قبل رايثون و P-3 من قبل البحرية اليونانية.

## وصلات خارجية
- موقع الشركة